# Hitchcock (South Dakota)
Hitchcock is een plaats (town) in de Amerikaanse staat South Dakota, en valt bestuurlijk gezien onder Beadle County.

## Demografie
Bij de volkstelling in 2000 werd het aantal inwoners vastgesteld op 108.
In 2006 is het aantal inwoners door het United States Census Bureau geschat op 98, een daling van 10 (-9,3%).

## Geografie
Volgens het United States Census Bureau beslaat de plaats een oppervlakte van
0,7 km², geheel bestaande uit land. Hitchcock ligt op ongeveer 408 m boven zeeniveau.

## Plaatsen in de nabije omgeving
De onderstaande figuur toont nabijgelegen plaatsen in een straal van 32 km rond Hitchcock.